# Jayma Mays

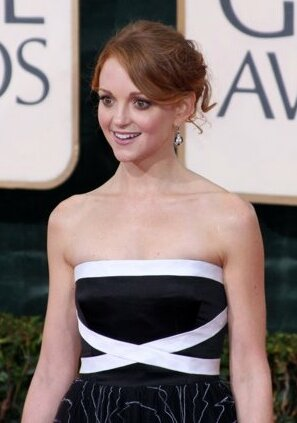
Jayma Mays bei den Golden Globe Awards 2010

Jayma Suzette Mays (* 16. Juli 1979 in Bristol, Tennessee) ist eine US-amerikanische Schauspielerin.

## Karriere
Nachdem Mays ihr Studium der Darstellenden Künste an der Radford University abgeschlossen hatte, gab sie 2004 ihr Fernsehdebüt in der US-Sitcom Joey. Weitere Gastauftritte hatte sie in Serien wie Dr. House, Six Feet Under – Gestorben wird immer, Entourage, Pamela Anderson in: Stacked, How I Met Your Mother, Ghost Whisperer – Stimmen aus dem Jenseits, Pushing Daisies und Alles Betty! (Ugly Betty). Von 2006 bis 2009 spielte sie in der Serie Heroes die wiederkehrende Rolle der Charlie Andrews. Im Kino war sie unter anderem in Blind Dating, Fantastic Movie, Red Eye, Flags of Our Fathers und Der Kaufhaus Cop zu sehen.
Von 2009 bis 2015 spielte Mays in der preisgekrönten US-Fernsehserie Glee die mysophobische Schulpsychologin Emma Pillsbury. Nachdem sie in den ersten drei Staffeln als Hauptdarstellerin in Erscheinung trat, wurde sie mit dem Beginn der vierten Staffel zu einer wiederkehrende Nebendarstellerin. 2011 war sie neben Neil Patrick Harris als Grace Winslow in dem Film Die Schlümpfe erneut auf der großen Leinwand zu sehen. Diese Rolle übernahm sie auch in der Fortsetzung Die Schlümpfe 2. 2013 und 2014 war Mays als Will Arnetts Schwester Debbie in der CBS-Comedyserie The Millers zu sehen. Sie ersetzte dabei Mary Elizabeth Ellis, die die Rolle in der Pilotfolge gespielt hatte.

## Privates
Bei den Dreharbeiten zu Fantastic Movie lernte Mays den britischen Schauspielkollegen Adam Campbell kennen. Das Paar ist seit Oktober 2007 verheiratet.

## Filmografie (Auswahl)

### Filme
- 2005: Red Eye
- 2006: Blind Dating
- 2006: Flags of Our Fathers
- 2007: Smiley Face
- 2007: Fantastic Movie (Epic Movie)
- 2008: Bar Starz
- 2008: Get Smart – Bruce und Lloyd völlig durchgeknallt (Get Smart’s Bruce and Lloyd Out of Control)
- 2009: Der Kaufhaus Cop (Paul Blart: Mall Cop)
- 2011: Die Schlümpfe (The Smurfs)
- 2013: Die Schlümpfe 2 (The Smurfs 2)
- 2013: Last Weekend
- 2015: Larry Gaye: Völlig abgehoben (Larry Gaye: Renegade Male Flight Attendant)
- 2017: Barry Seal: Only in America (American Made)
- 2020: Bill & Ted retten das Universum (Bill & Ted Face the Music)
- 2022:  Verwünscht nochmal (Disenchanted)

### Fernsehserien
- 2004: Joey (Folge 1x03)
- 2005: Six Feet Under – Gestorben wird immer (Six Feet Under, Folge 5x06)
- 2005: Pamela Anderson in: Stacked (Stacked, Folge 2x01)
- 2005–2006: Entourage (2 Folgen)
- 2005, 2013: How I Met Your Mother (2 Folgen)
- 2006: Dr. House (House, Folge 2x18)
- 2006: Studio 60 on the Sunset Strip (Folge 1x01)
- 2006–2009: Heroes (5 Folgen)
- 2007: Ghost Whisperer – Stimmen aus dem Jenseits (Ghost Whisperer, Folge 3x01)
- 2007: Pushing Daisies (Folge 1x04)
- 2007–2008: Alles Betty! (Ugly Betty, 8 Folgen)
- 2009–2015: Glee (63 Folgen)
- 2013–2015: The Millers (34 Folgen)
- 2014–2015: Getting On – Fiese alte Knochen (Getting On, 5 Folgen)
- 2014–2019: Drunk History (4 Folgen)
- 2015–2018: Der gestiefelte Kater – Abenteuer in San Lorenzo (The Adventures of Puss in Boots, Stimme, 74 Folgen)
- 2017–2018: Trial & Error (23 Folgen)
- 2022: United States of Al (Fernsehserie, 6 Folgen)
- 2025: Leanne (Fernsehserie, 10 Folgen)